# Granulationes arachnoideae
De granulationes arachnoideae (of villi arachnoideae) zijn kleine uitsteeksels van het spinnenwebvlies (arachnoides, de middelste van de hersenvliezen) die door de buitenste beschermlaag van de hersenen, het harde hersenvlies, lopen en de veneuze holtes binnendringen.
De granulationes zorgen ervoor dat het hersenvocht uit de subarachnoïdale ruimte naar de bloedbaan kan stromen. Doordat de druk van het hersenvocht groter is dan die in de holtes stroomt het hersenvocht de bloedbaan in en niet andersom. Als de druk toch groter is in de holtes, lijkt het hersenvocht niet terug te stromen. Het is niet bekend hoe dit principe werkt.